# Гизо V
Гизо V (на немски: Giso V; * 1110, † 1137) от род Гизони е от 1121 г. последният граф на Гуденсберг в Долен Хесен и фогт на манастир Хазунген в Бургхазунген.

## Биография
Той е единственият син на граф Гизо IV († 1122) и съпругата му Кунигунда фон Билщайн († 1138/1140), дъщеря на граф Ругер II фон Билщайн († 1096) и фон Гуденсберг († ок. 1066).
След смъртта на баща му през март 1122 г. майка му управлява за нейния непълнолетен син графството Гуденсберг. През 1123 г. Кунигунда се омъжва за граф Хайнрих Распе I († 1130), братът на ландграф Лудвиг I от Тюрингия, съпругът от 1110 г. на сестра му Хедвиг фон Гуденсберг.
Гизо V пада убит през 1137 г. в похода в Италия на император Лотар III в боевете против норманите при Палестрина. След смъртта на последния от Гизоните, Гизо V и майка му Куникунда, огромните собствености на Гизоните и Билщайните в голяма част от Хесен отиват на зет му Лудвиг I от Тюрингия.